# UNSPSC
Стандартный код продуктов и услуг Организации Объединенных Наций (UNSPSC, также Система классификации товаров и услуг ООН, СКТУ ООН) представляет собой таксономически обоснованное кодирование продуктов и услуг для глобального использования в электронной коммерции (в том числе в электронном документообороте). Это четырехуровневая иерархия, закодированная в виде восьмизначного числа, с дополнительным пятым уровнем, использующим ещё две цифры.
UNSPSC конкурирует с рядом других схем кодирования продуктов и товаров, включая Общий словарь закупок Европейского Союза, ECLASS (eCl@ss, единственный во всем мире ISO/IEC-совместимый стандарт данных для товаров и услуг) и Глобальную классификацию продуктов GS1 — Global Product Classification (GPC). 

## История и конкуренция
UNSPSC был совместно разработан Программой развития ООН и Dun & Bradstreet в 1998 году. За разработкой первой версии наблюдал Питер Р. Бенсон, который также отвечал за разработку процедуры управления кодом (в том числе модификации) методом статистического прогнозирования Delphi. Этот процесс позволил быстро прийти к консенсусу без доминирования или влияния. Официально классификатор UNSPSC принят в 1999 году.
С 2003 года по настоящее время управляется GS1 US, которая отвечает за 
- надзор за запросами на изменение кода,
- пересмотр кодов и выпуск регулярных обновлений кода,
- управление специальными проектами и инициативами.

Несмотря на анонсированную в 2006-2007 годах интеграцию UNSPSC и GPC (классификатор, также находящийся в ведении GS1), обе системы продолжили самостоятельное функционирование. За UNSPSC остались функции многосекторального классификатора, охватывающего все отрасли промышленности по всему миру, тогда как GPC ограничивается конкретными отраслями и секторами, такими как одежда, потребительские товары, услуги общественного питания, здравоохранение и товары общего назначения. В то же время по состоянию на 2020 год GPC включает услуги, газы и другое.

## Применение
При проектировании UNSPSC предусматривались следующие цели применения:
- Инструмент поиска товаров и услуг
- Инструмент анализа расходов, продаж или доли рынка
- Коммуникационный инструмент для автоматизации закупок
- Инструмент для создания каталогов, словарей и схем
- Инструмент стандартизации для соглашений (в том числе международных) об именовании и кодировании
- Основная платформа для управления контентом электронной коммерции внутри компаний и между ними
- Инструмент коммуникации, соединяющий игроков на мировом рынке

В этом качестве UNSPSC применяется на электронных площадках, таких, как Глобальный рынок Организации Объединенных Наций, САП Ариба, B2B-Center и др.
Коды UNSPSC могут быть встроены в системы закупок для заказов на поставку, счетов-фактур, других электронных документов и т.д., чтобы помочь сотрудникам по всей компании находить и приобретать расходные материалы и самостоятельно анализировать расходы на расходные материалы.

## Описание
UNSPSC содержит четыре основных уровня кода: Сегмент, Семейство, Класс и Товар.
Каждый уровень кодируется двумя десятичными цифрами, причем " 00 " обрабатывается специально для того, чтобы сегменты, семейства и классы имели свои собственные восьмизначные коды.
| Уровень | Код      | Описание                                                             |
| ------- | -------- | -------------------------------------------------------------------- |
| Сегмент | 10000000 | Живые Растительные и Животные Материалы, Аксессуары и принадлежности |
| Семья   | 100000   | Живые животные                                                       |
| Класс   | 10101500 | Домашний скот                                                        |
| Товар   | 10101501 | Кошки                                                                |

Таким образом, "Кошки" кодируются как 10101501, "Собаки" кодируются как 10101502, а "Крупный рогатый скот" - как 10101516. Класс "Домашний скот" составляет 10101500; семейство "Живые животные" составляет 10100000, и все они находятся в сегменте 10000000 "Живые растительные и животные материалы, аксессуары и Принадлежности".
| Уровень | Код      | Описание                                               |
| ------- | -------- | ------------------------------------------------------ |
| Сегмент | 44000000 | Офисное оборудование, Аксессуары и Расходные материалы |
| Семья   | 44120000 | Офисные принадлежности                                 |
| Класс   | 44121900 | Заправки чернилами и грифелем                          |
| Товар   | 44121903 | Стержень для шариковой ручки                           |

При необходимости для бизнес-функции можно добавить еще две цифры, например "розничная торговля" или "оптовая торговля".
Кодовый набор доступен на английском, французском, немецком, испанском, итальянском, японском, корейском, голландском, португальском, датском, норвежском, шведском, венгерском и севернокитайском языках. Участникам доступна версия в формате Microsoft Excel, которые также могут запрашивать изменения и предлагать дополнения к коду.